# Aeródromo de Marcala
El aeródromo de Marcala (IATA: MRJ, OACI: MHMA) era un aeródromo que servía al municipio de Marcala en el departamento de La Paz en Honduras.
El aeródromo tenía una pista de aterrizaje de césped de 850 metros de longitud. 
En el lugar donde se ubicaba la pista, imágenes aéreas demuestran que se construyó un estadio de fútbol. En los lados norte y sur de la antigua pista también se han construido unos edificios. El aeródromo cerró probablemente antes del 2002.